# Type 89 (siluro)
Il Type 89 (in giapponese Hachikyū shiki gyōrai) è un siluro pesante giapponese per sottomarini, noto anche con la sigla G-RX2, che gli fu assegnata durante lo sviluppo. Questo siluro fu creato per sostituire il Type 72, e gli studi per la sua realizzazione vennero condotti dal Technical Research and Development Institute (TRDI) dell'Agenzia della Difesa. Fu progettato anche attingendo all'esperienza del precedente siluro Type 80. Il periodo di sviluppo fu piuttosto lungo, partendo dal 1970 e arrivando fino al 1984.
Il Type 89 è entrato in servizio nel 1989, e si è  dimostrato immediatamente superiore ai precedenti siluri impiegati dalla Marina giapponese.
Può essere guidato facoltativamente attraverso un cavo, e può usare entrambi i sistemi di ricerca del bersaglio, attiva e passiva. Le sue prestazioni garantiscono una profondità operativa fino a 900 metri. Ha una portata di 50 km a una velocità di 40 nodi, che si riduce a 39 km se è alla velocità massima di 55 nodi.
Il sistema propulsivo è costituito da un motore assiale con piatto oscillante che utilizza il carburante Otto Fuel II, considerato ideale per i siluri. La velocità massima regolarmente è di 55 nodi (74 km/h), ma per brevi tratti può raggiungere un valore di picco di 70 nodi (102 km/h).